# Distretto di Seke
Il distretto di Seke è uno dei 9 distretti che compongono la Provincia del Mashonaland Orientale, in Zimbabwe. Ha una popolazione di 200.478 abitanti e una superficie di 2637 km². Il capoluogo è Seke.

## Demografia
| Censimento (Anno) | Popolazione     |
| ----------------- | --------------- |
| 2002              | 76.923          |
| 2012              | 100.746 (+2,7%) |
| 2022              | 200.478 (+7,4%) |